# Die schönsten Sagen des klassischen Altertums

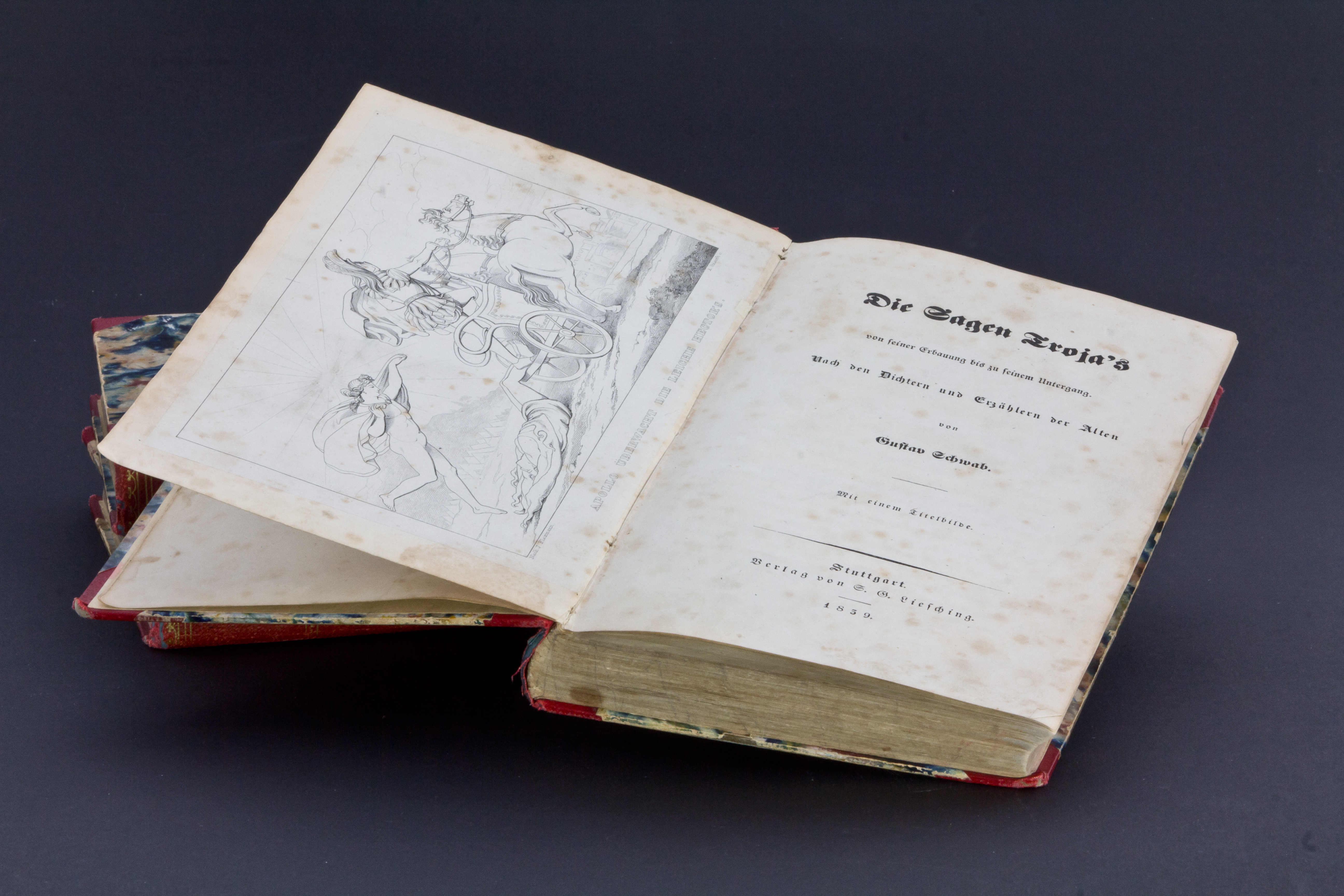
Titelblatt der Erstausgabe, Band 2: „Die Sagen Troja’s“ (1839)

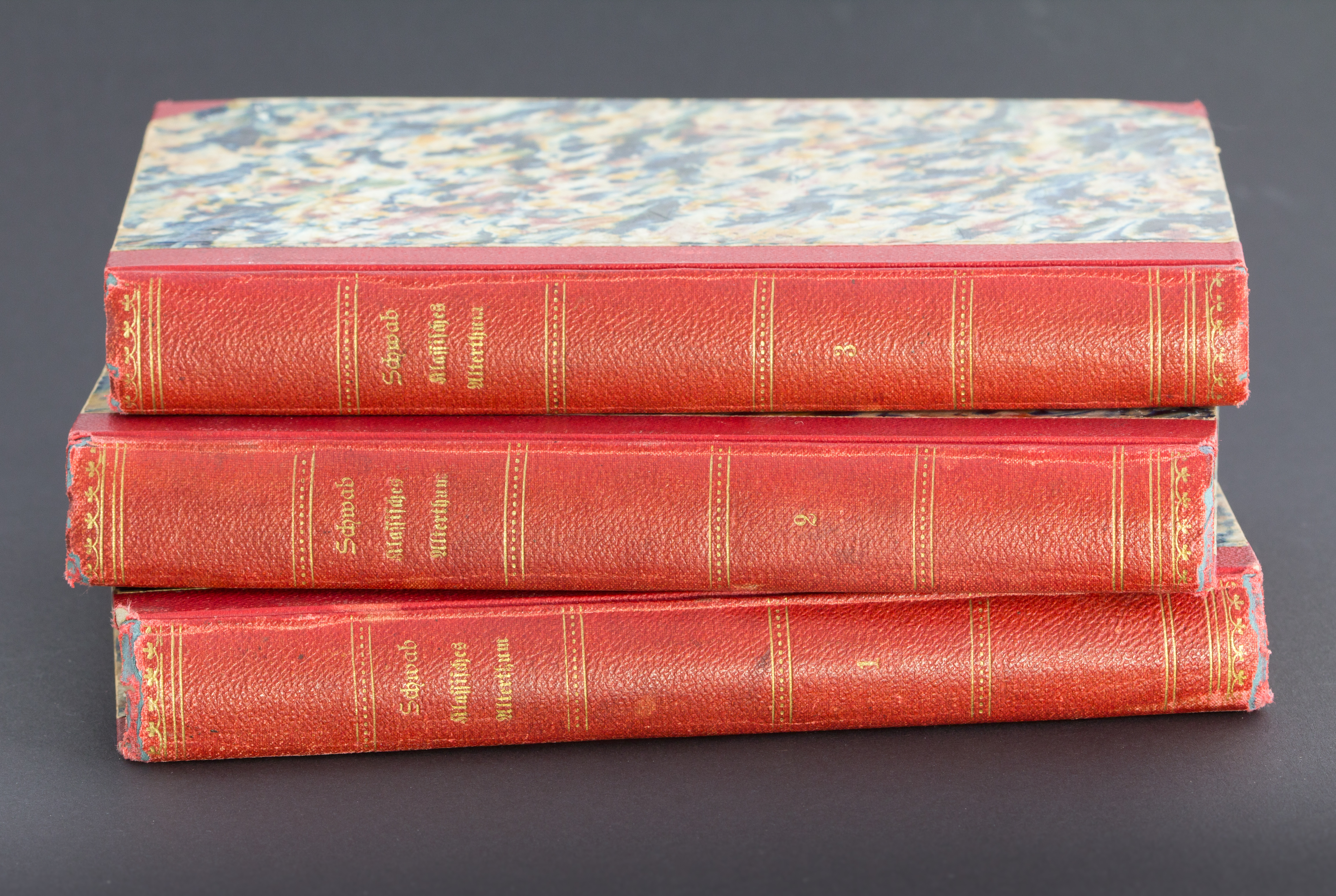
Die drei Bände der Erstausgabe 1838–1840 (Einband wohl Mitte 19. Jahrhundert)

Die schönsten Sagen des klassischen Altertums sind eine Sammlung antiker Mythen, die der deutsche Schriftsteller Gustav Schwab in den Jahren 1838 bis 1840 in drei Bänden herausgab. Schwabs Ziel war die Nacherzählung „der schönsten und bedeutungsvollsten Sagen des klassischen Altertums“ in schlichter Prosa, die dem Wortlaut der antiken Schriftsteller (besonders der Dichter) möglichst nahekommen sollte. Sein Zielpublikum waren „Kinder und Frauen“, die ohne Kenntnis der alten Sprachen die antike Sagenwelt kennenlernen wollten. Die Sammlung gilt als Klassiker der Kinder- und Jugendliteratur. Sie ist im deutschsprachigen Raum das bekannteste und am weitesten verbreitete Werk dieser Art und wurde in 17 Sprachen übersetzt. Joachim Kaiser nahm sie als das „bis heute … einzige deutschsprachige Standardwerk zur griechischen Mythologie“ in Das Buch der 1000 Bücher auf.

## Entstehungsgeschichte
Die Sammlung und Veröffentlichung der schönsten Sagen des klassischen Altertums ging auf eine Anregung des Stuttgarter Verlegers Samuel Gottlieb Liesching (1786–1864) zurück, in dessen Auftrag Schwab bereits ab 1834 das Buch der schönsten Geschichten und Sagen (erschienen 1835/36, auch bekannt als Deutsche Volksbücher) verfasst hatte. Neben seinen schriftstellerischen Erfahrungen hatte Schwab auch eine umfassende Kenntnis der antiken Literatur, da er von Dezember 1817 bis Sommer 1837 als Professor der alten Sprachen am Stuttgarter Gymnasium unterrichtete und seit 1826 zusammen mit Christian Nathanael Osiander und Gottlieb Lukas Friedrich Tafel Übersetzungen griechischer und römischer Dichter und Prosaiker im Metzler-Verlag herausgab. Darüber hinaus hatte Schwab 1835 in Viktor August Jägers Bibliothek für die weibliche Jugend zwei Bände verfasst, in denen er die Dichter des alten Griechenlands mit literarischen und biografischen Einleitungen in Auszügen vorstellte. Einige dieser Auszüge, die zeitgenössischen Übertragungen ins Deutsche entnommen waren, übernahm Schwab fast wörtlich in seine Sagen des klassischen Altertums.

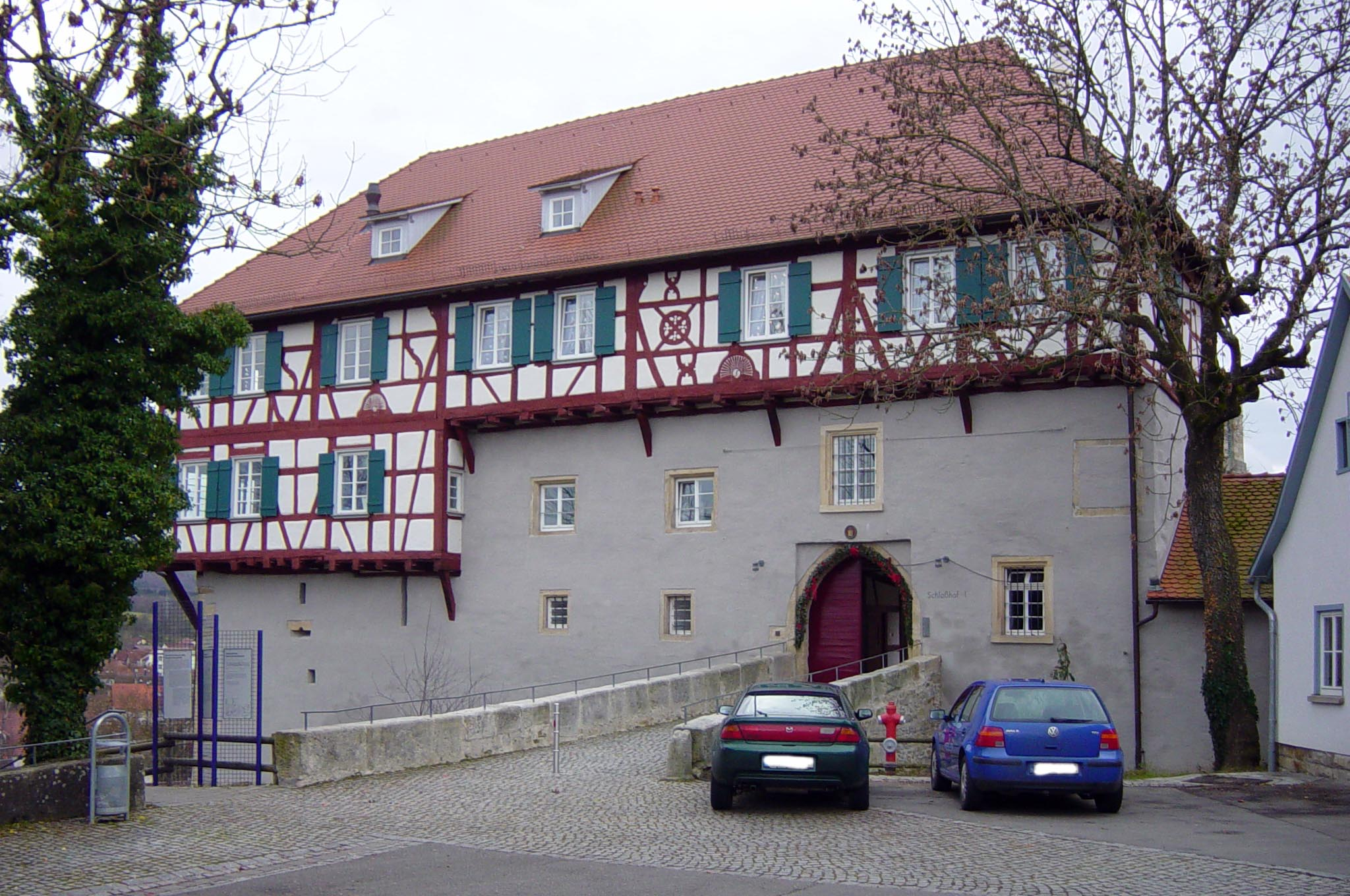
Im Schloss Gomaringen, von 1813 bis 1993 Pfarrhaus der Gemeinde, lebte Gustav Schwab von 1837 bis 1841

Aus den Briefen von Schwabs Tochter Sophie (1819–1888) an ihren damaligen Verlobten Karl August Klüpfel (1810–1894) sind einige Einzelheiten zur Entstehung der Sagen des klassischen Altertums bekannt. Schwab begann im Winter 1836/37 (noch in Stuttgart) mit der Niederschrift des Manuskripts, das er seiner Ehefrau Sophie geb. Gmelin (1795–1865) diktierte. Obwohl er seine Kinder mit dieser Arbeit überraschen wollte, erfuhr seine Tochter Sophie bald davon und beteiligte sich an der Schreibarbeit. Der zweite Teil entstand nach dem Umzug der Familie in die Gemeinde Gomaringen, wo Schwab ab Herbst 1837 als Pfarrer wirkte. Für die Recherchen unternahm er gelegentliche Fußreisen nach Tübingen, um die dortige Universitätsbibliothek zu benutzen.
Schwabs Briefwechsel mit seinen Verlegern informiert vor allem nach dem Umzug von Stuttgart nach Gomaringen über die Werkentstehung, weil die Briefe erst durch die räumliche Entfernung des Autors in Gomaringen vom Verleger in Stuttgart inhaltsreicher und häufiger wurden. Nach diesen Briefen verfasste Schwab den zweiten und dritten Teil im Winter 1837/38 beziehungsweise 1838/39 und reichte die Manuskripte am 20. Mai 1838 beziehungsweise 26. März 1839 ein. Für jeden Band erhielt er ein Honorar in Höhe von 550 Gulden, was beinahe der Hälfte seines vorigen Jahresgehalts als Lehrer (1200 Gulden) entsprach.

## Aussagen des Autors zu Inhalt, Darstellungsweise und Quellen
Im Vorwort zum ersten Teil (September 1837) beschrieb Schwab eingehend Zweck und Abfassungsprinzipien seiner Sagensammlung. Er wollte für die Jugend, die „im Beginn ihrer klassischen Bildung“ steht, „die schönsten und bedeutungsvollsten Sagen des klassischen Altertums“ mit den Worten der „alten Schriftsteller und vorzugsweise [der] Dichter einfach und vom Glanze künstlerischer Darstellung entkleidet, doch, wo immer möglich, mit ihren eigenen Worten nacherzählen“. Gleichzeitig wollte er es vermeiden, seinen Lesern irgendwelche über den ästhetischen Genuss hinausgehenden historischen, geografischen oder naturwissenschaftlichen Kenntnisse zu vermitteln oder die Mythen „gar zum Vehikel eines moralischen Lehrkurses [zu] gebrauchen“. Der moralische Gehalt der Mythen solle aus der Erzählung selbst hervorgehen und ihre „Unzulänglichkeit gegenüber der Offenbarung des Christentums“ allenfalls von einer Erziehungsperson erläutert werden.
Schwab gab zugleich an, dass er „alles Anstößige“ bei der Nacherzählung entfernt habe „und deswegen unbedenklich alle diejenigen Sagen ausgeschlossen, in welchen unmenschliche Greuel erzählt werden, die nur eine symbolische Erklärung gewissermaßen entschuldigt, die aber als Geschichte dargestellt — als welche der Jugend diese Sagen doch gelten müssen — nur einen empörenden Eindruck auf sie machen könnten. Wo aber unsern höheren Begriffen von Sittlichkeit widerstrebende oder auch schon im Alterthum als unsittlich und widernatürlich anerkannte Verhältnisse (wie in der Ödipussage) in einer ihrer Totalrichtung nach hochsittlichen Mythe nicht verschwiegen werden konnten, glaubt solche der Bearbeiter dieser Sagen auf eine Weise angedeutet zu haben, welche die Jugend weder zum Ausspinnen unedler Bilder noch zum Grübeln der Neugier veranlasst.“
Im Vorwort zum zweiten und dritten Band äußerte sich Schwab ausführlicher zu den Auswahlprinzipien und Quellen der Nacherzählung. Für den Trojanischen Krieg, der den gesamten zweiten Band umfasst, verwendete Schwab hauptsächlich die spätantiken Troja-Erzählungen von Dictys Cretensis und Dares Phrygius, Homers Ilias und Quintus von Smyrnas Posthomerica (zuzüglich weiterer Prätexte von Sophokles, Euripides, Pindar, Horaz und Vergil). Für die Erzählungen der letzten Atriden, der Irrfahrten und Heimkehr des Odysseus sowie der Aeneas-Sage bezog sich Schwab auf die attischen Tragiker Aischylos, Sophokles und Euripides, auf Homers Odyssee und auf Vergils Aeneis (die er stark kürzte).

## Ausgaben

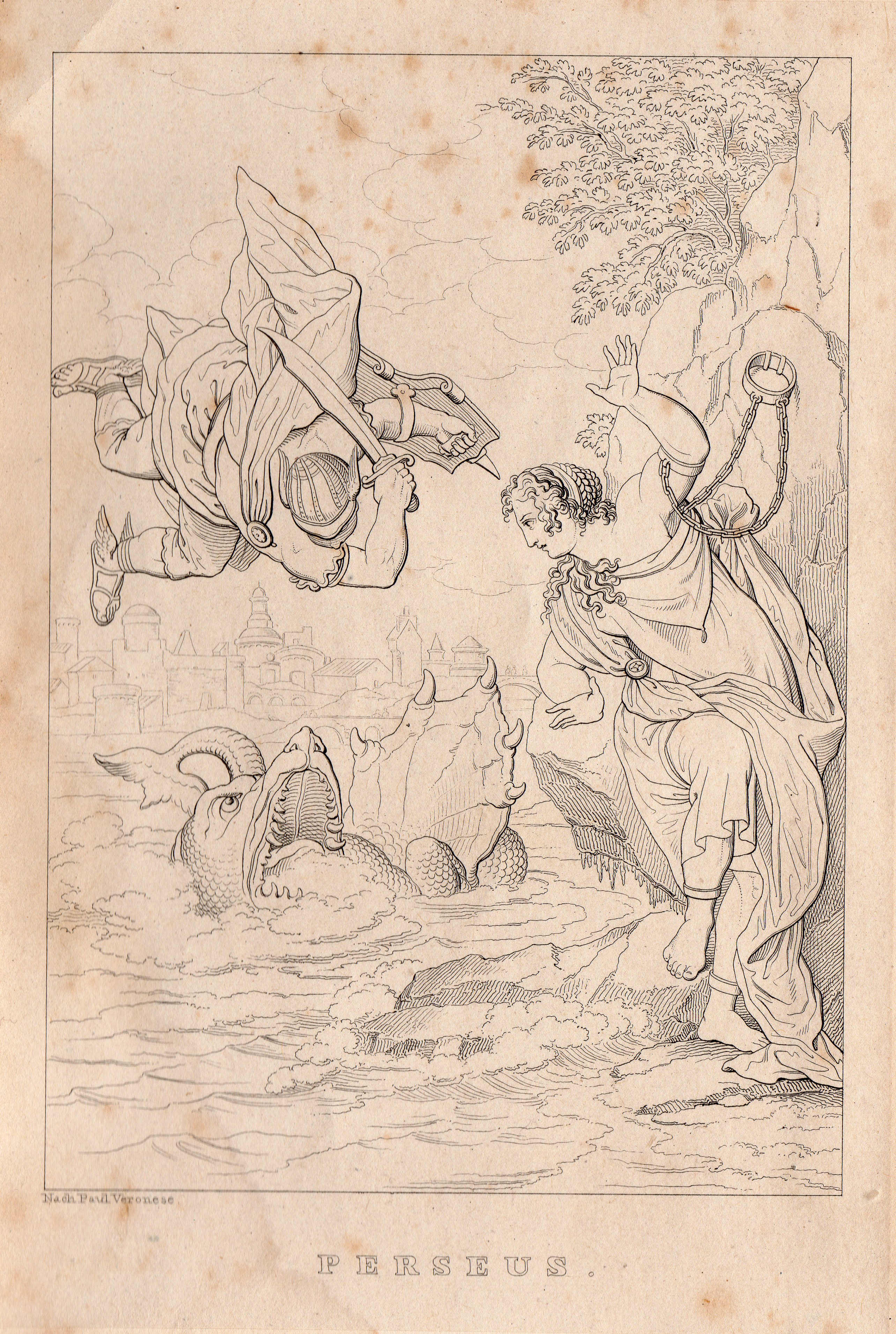
Titelbild des ersten Bandes (1838): Perseus rettet Andromeda vor dem Meerungeheuer. Stich nach Paolo Veronese

Die drei Bände der Erstausgabe erschienen 1838, 1839 und 1840 im Verlag S. G. Liesching sowohl in gebundener Fassung als auch in Broschur. Sie waren in Fraktur gesetzt und enthielten nur wenige Illustrationen (jeweils ein Titelbild in Steindruck).
Nachdem die erste Auflage vergriffen war, bereitete Schwab Anfang 1845 die zweite (verbesserte) Auflage vor, die 1846 erschien. Den Aufstieg des Werkes zu einem Klassiker der Kinder- und Jugendliteratur erlebte Schwab nicht mehr, da er 1850 nach kurzem Leiden starb.
Die dritte Auflage erschien 1854 bei Liesching. Kurz darauf verkaufte der Verlag das Werk an den Bertelsmann-Verlag in Gütersloh, wo Die schönsten Sagen des klassischen Altertums Dutzende Neuauflagen erfuhren. Die vierte Auflage erschien 1858 mit dem Erscheinungsort Stuttgart. Ab der fünften Auflage (1862) war der Erscheinungsort Gütersloh. Die sechste bis zehnte Auflage erschienen von 1866, 1868, 1870, 1873 und 1874.

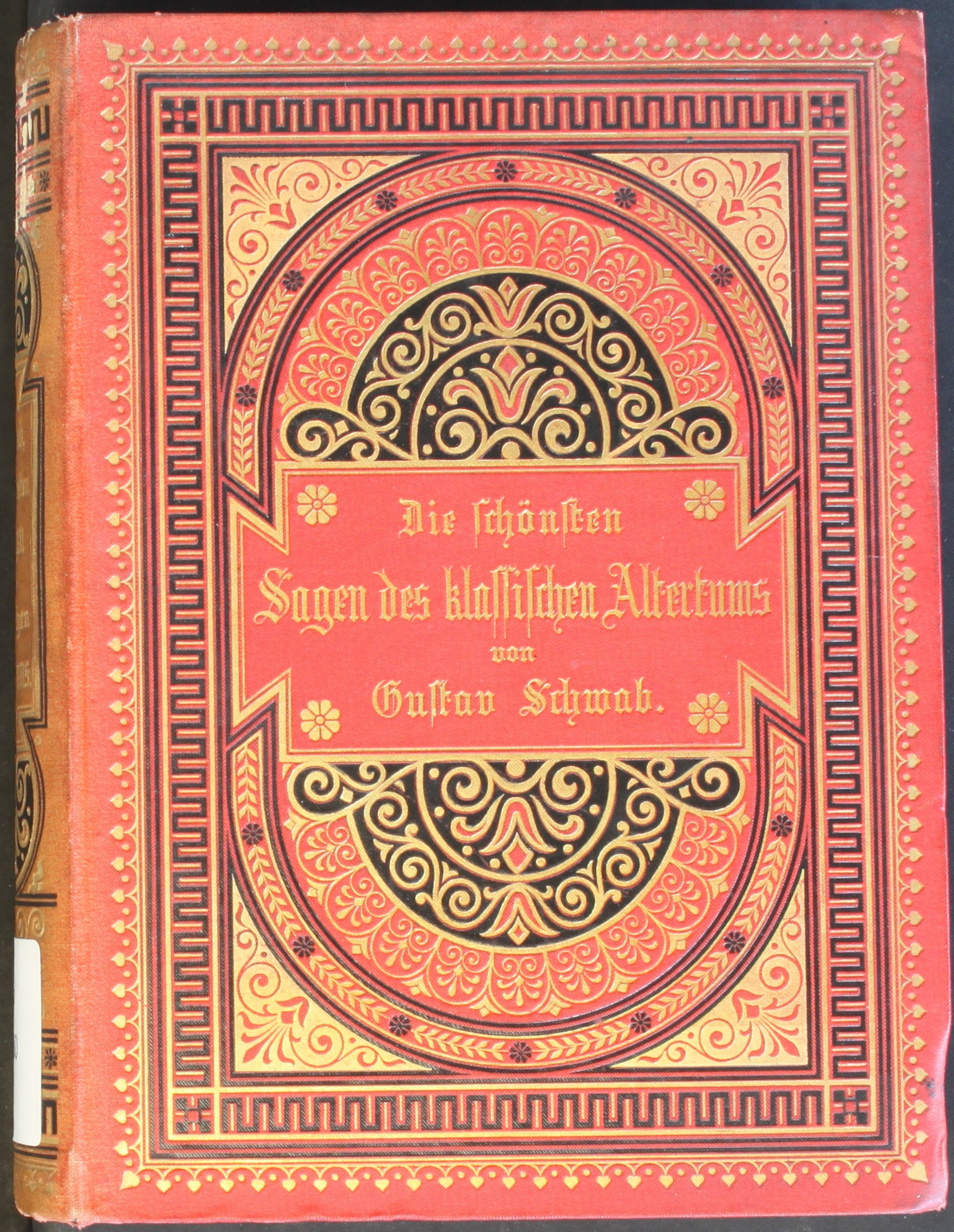
Einband der 14. Auflage (1882)

Der Inhalt der Sammlung war in den ersten zehn Auflagen gleich geblieben und wurde auch in den folgenden Auflagen nur geringfügig geändert. Der Gymnasiallehrer Gotthold Klee (1850–1916) zeichnete ab der elften Auflage (1877) als Herausgeber verantwortlich. Erstmals in der 14. Auflage (1882) setzte Klee weitgehende Änderungen des Werkes um: Er vereinheitlichte die Rechtschreibung und die Schreibweise von Personen- und Ortsnamen, die in früheren Auflagen willkürlich in lateinischer, griechischer oder eingedeutschter Form geschrieben waren. Klee setzte die damals im deutschsprachigen Raum übliche, dem Griechischen angepasste Schreibweise der Eigennamen durch, beispielsweise „Aineias“ statt „Aeneas“, „Herakles“ statt „Herkules“, „Zeus“ statt „Jupiter“ und „Theben“ statt „Thebe“. Darüber hinaus ergänzte Klee die Nacherzählung um eigene Zusätze:
- mehrere Illustrationen (Lithographien nach Gemälden)
- zusätzliche Kapitel, die aus Ovids Metamorphosen stammten: Prokne und Philomela, Prokris und Kephalos, Aiakos, Philemon und Baucis, Arachne, Midas, Hyakinthos, Atalante, Zethos und Amphion, die Dioskuren, Melampus, Orpheus und Eurydike, Keyx und Alkyone
- ein Register der Eigennamen
- ein kurzer Anhang zur Griechischen Götterlehre

Außerdem wies Klee verstärkt in Fußnoten auf Zusammenhänge oder abweichende Varianten der Mythen hin.

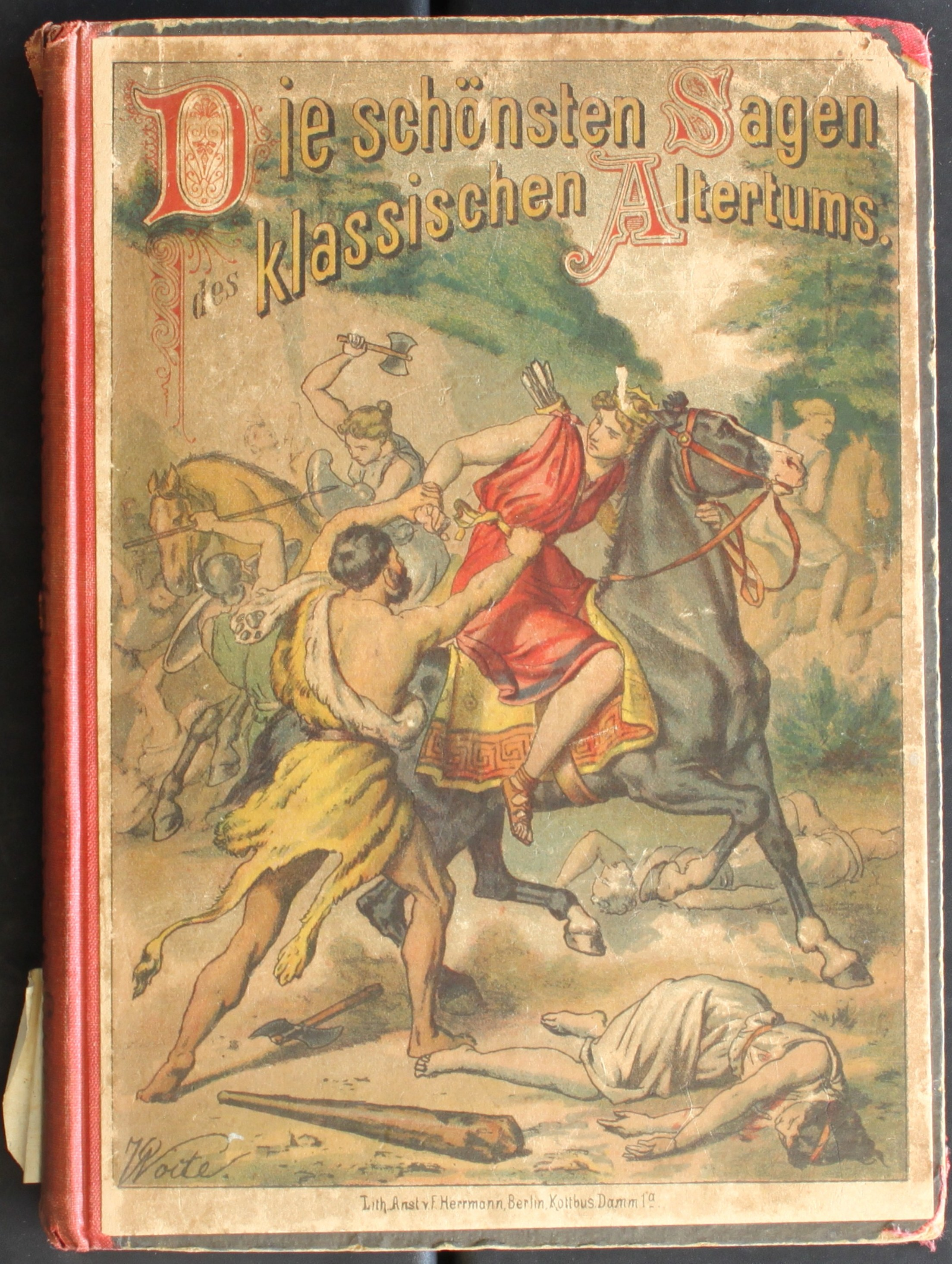
Titelbild von Oscar Woite zur Ausgabe von Bertram Grimm (1883)

Bereits im 19. Jahrhundert erschienen in anderen Verlagen gekürzte und vollständige Lizenzausgaben der Sammlung. Beispielsweise veröffentlichte der Berliner Volksschullehrer Fritz Werdermann unter dem Pseudonym „Bertram Grimm“ 1883 eine zweibändige Ausgabe der Sagen im Berliner Verlag C. J. Leo. Werdermann entfernte einige (nach seiner Einschätzung anstößige) Kapitel und ergänzte andere. Zum „Nutzen (s)einer jungen Leser“ fügte er den Kapiteln Quellenangaben hinzu, die allerdings nicht immer zutrafen. Obwohl Werdermanns Ausgabe nicht die einzige Bearbeitung blieb, erlebte sie bis 1910 zehn Auflagen.
Vollständige Ausgaben erschienen weiterhin im Bertelsmann Verlag (33. Auflage 1909) und in weiteren Verlagen. Zu Beginn des 20. Jahrhunderts beauftragte der Leipziger Insel Verlag den jungen Germanisten Ernst Beutler (1885–1960) mit einer Neuausgabe, die als „genauer und möglichst unveränderter Abdruck der Ausgabe letzter Hand“ (1846) die Sagen des klassischen Altertums ohne spätere Zusätze präsentierte. Die zwei Textbände schloss Beutler mit einem Nachwort ab, in dem er Schwabs Leben und Schaffen kurz umriss, die Bedeutung und Qualität seiner Sagen des klassischen Altertums hervorhob und Schwabs Umgang mit seinen griechischen und lateinischen Quellen an einigen Beispielen andeutete. Im folgenden Jahr (1910) erschien zur Ergänzung der Band John Flaxman’s Zeichnungen zu Sagen des klassischen Altertums, der die Zeichnungen erstmals in originalgetreuer Darstellung (ohne zusätzliche Kontrastwirkungen, Schattierungen oder Einfärbungen) darstellte. Die Ausgabe im Insel Verlag wurde mehrmals erneut aufgelegt (Auflagenhöhe 1937: 32.000 Exemplare) und bildete nach dem Zweiten Weltkrieg die Grundlage mehrerer Neuausgaben, von denen einige Beutlers Nachwort ohne Verfasserangabe übernahmen oder unter ihrem eigenen Namen veröffentlichten.
Eine weitere aufwändig redigierte Gesamtausgabe war die „vollständige Ausgabe“ im Basler Verlag Ernst Finckh (1913, 2 Bände). Der Archäologe Ernst Pfuhl verfasste zu dieser Ausgabe eine Einleitung und wählte griechische Vasenbilder und andere Bildwerke (Sarkophagreliefs, Wandbilder) als Illustrationen aus. Diese Basler Ausgabe war außerdem um vier zusätzliche Kapitel erweitert, die der Basler Gymnasiallehrer Albert Hartmann verfasst hatte. An diese Ausgabe knüpfte die „zweite vollständige Basler Ausgabe“ an, die 1948 im Amerbach-Verlag erschien (3 Bände) und von dem Archäologen Karl Schefold herausgegeben wurde. Im Bertelsmann-Verlag hatte das Werk zuvor im Jubiläumsjahr 1938 eine Auflagenhöhe von 214.000 Exemplaren erreicht.
In der Zeit nach dem Zweiten Weltkrieg entstanden verschiedene gekürzte und sprachlich neugestaltete Ausgaben, die das umfangreiche und stilistisch anspruchsvolle Werk an die Lesegewohnheiten der Jugend anpassten. Dazu gehören beispielsweise die Ausgaben von Richard Carstensen (erstmals 1954 in Reutlingen, Enßlin & Laiblin; 37. Auflage 2001), von Hans Friedrich Blunck (erstmals 1955 in Stuttgart, Loewe; neu bearbeitet von Burkhard Heiland) und von Josef Guggenmos (erstmals 1960, Ravensburger Buchverlag, zahlreiche Neuauflagen).
Die Gesamtzahl der erschienenen (vollständigen und gekürzten) Ausgaben von Schwabs schönsten Sagen des klassischen Altertums ist schwer abzuschätzen. Die Bibliografie Kinder- und Jugendliteratur in Deutschland 1840–1950 zählt für den Berichtszeitraum 107 Ausgaben mit teils mehreren Auflagen. Der Germanist Marek Hałub verzeichnete 40 Ausgaben in den Jahren 1945–1990. In einer nicht veröffentlichten Bibliografie verzeichnete Konstanze Erker für die Jahre 1838–2015 329 Ausgaben von Gustav Schwabs Sagen des klassischen Altertums.

## Inhalt
Gustav Schwab wählte für seine Nacherzählung vor allem Heroenmythen aus, denen er einen „Zauber über (den) Geist (der Jugend)“ zuschrieb. Göttermythen bezog er nur wenige ein, so beispielsweise die Schöpfung des Menschen durch Prometheus, die Sintfluterzählung von Deukalion und Pyrrha oder den Konflikt des jungen Dionysos mit Pentheus; dagegen ließ er etwa die Streiche des jungen Hermes oder der Raub der Persephone ebenso beiseite wie eine Vielzahl von Verwandlungsmythen.
Seine Sammlung gliederte Schwab in drei Bände, die er in Anlehnung an antike literarische Werke in einzelne (gezählte) „Bücher“ unterteilte. Jedes Buch bestand aus mehreren (nicht gezählten) Kapiteln und Unterkapiteln. Dabei umfasste eine Mythenerzählung je nach Umfang entweder ein Kapitel, ein ganzes Buch oder – im Fall des Trojanischen Krieges – einen ganzen Band. Die Buch- und Bandeinteilung wurde in späteren Ausgaben aufgegeben, vor allem außerhalb des Bertelsmann-Verlags. Die folgende Inhaltsübersicht richtet sich nach der Erstausgabe 1838–1840.

### Erster Teil (1838): Kleinere Sagenkreise
- Erstes Buch:
  - Prometheus
  - Die Menschenalter
  - Deukalion und Pyrrha
  - Io
  - Phaethon
  - Europa
  - Kadmos
  - Pentheus
  - Perseus
  - Ion
  - Dädalos und Ikaros
- Zweites Buch: Die Argonautensage
  - Jason und Pelias
  - Anlass und Beginn des Argonautenzuges
  - Die Argonauten zu Lemnos
  - Die Argonauten im Lande der Dolionen
  - Herkules zurückgelassen
  - Pollux und der Bebrykenkönig
  - Phineus und die Harpyien
  - Die Symplegaden
  - Weitere Abentheuer
  - Jason im Palaste des Aietes
  - Medea und Aietes
  - Der Rat des Argos
  - Medea verspricht den Argonauten Hilfe
  - Jason und Medea
  - Jason erfüllt des Aietes Begehr
  - Medea raubt das goldene Vlies
  - Die Argonauten, verfolgt, entkommen mit Medea
  - Weitere Heimfahrt der Argonauten
  - Neue Verfolgung der Kolchier
  - Letzte Abentheuer der Helden
  - Jasons Ende
- Drittes Buch
  - Meleager und die Eberjagd
  - Tantalos
  - Pelops
  - Niobe
  - Salmoneus
- Viertes Buch: Aus der Herkulessage
  - Herkules der Neugeborne
  - Die Erziehung des Herkules
  - Herkules am Scheidewege
  - Des Herkules erste Taten
  - Herkules im Gigantenkampf
  - Herkules und Eurystheus
  - Die drei ersten Arbeiten des Herkules
  - Die vierte Arbeit des Herkules bis zur sechsten
  - Die siebente, achte und neunte Arbeit des Herkules
  - Die drei letzten Arbeiten des Herkules
  - Herkules und Eurytos
  - Herkules bei Admetos
  - Herkules im Dienste der Omphale
  - Die späteren Heldentaten des Herkules
  - Herkules und Deïaneira
  - Herkules und Nessos
  - Herkules, Iole und Deïaneira. Sein Ende
- Fünftes Buch
  - Bellerophontes
  - Theseus
    - Seine Geburt und Jugend
    - Seine Wanderung zum Vater
    - Theseus in Athen
    - Theseus bei Minos
    - Theseus als König
    - Der Amazonenkrieg
    - Theseus und Peirithoos. Lapithen- und Kentaurenkampf
    - Theseus und Phädra
    - Theseus auf Frauenraub
    - Theseus’ Ende

  - Die Sage von Ödipus
    - Des Ödipus Geburt, Jugend, Fluch, Vatermord
    - Ödipus in Theben, heiratet seine Mutter
    - Die Entdeckung
    - Iokaste und Ödipus strafen sich
    - Ödipus und Antigone
    - Ödipus auf Kolonos
    - Ödipus und Theseus
    - Ödipus und Kreon
    - Ödipus und Polyneikes
- Sechstes Buch
  - Die Sieben gegen Theben
    - Polyneikes und Tydeus bei Adrastos
    - Auszug der Helden. Hypsipyle und Opheltes
    - Die Helden vor Theben angekommen
    - Menoikeus
    - Der Sturm auf die Stadt
    - Der Brüder Zweikampf
    - Kreons Beschluss
    - Antigone und Kreon
    - Haimon und Antigone
    - Kreons Strafe
    - Bestattung der thebanischen Helden

  - Die Epigonen
  - Alkmaion und das Halsband
  - Die Sage von den Herakliden
    - Die Herakliden kommen nach Athen
    - Demophoon
    - Makaria
    - Die Rettungsschlacht
    - Eurystheus vor Alkmene
    - Hyllos, sein Orakel und seine Nachkommen
    - Die Herakliden teilen den Peloponnes
    - Merope und Aipytos

### Zweiter Teil (1839): Die Sagen Trojas von seiner Erbauung bis zu seinem Untergang
- Erstes Buch
  - Trojas Erbauung
  - Priamus, Hekuba und Paris
  - Der Raub der Helena
  - Die Griechen
  - Botschaft der Griechen an Priamus
  - Agamemnon und Iphigenie
  - Abfahrt der Griechen. Aussetzung des Philoktetes
  - Die Griechen in Mysien. Telephos
  - Paris zurückgekehrt
  - Die Griechen vor Troja
- Zweites Buch
  - Ausbruch des Kampfes. Protesilaos. Kyknos
  - Palamedes und sein Tod
  - Taten des Achilles und Ajax
  - Polydoros
  - Chryses, Apollon und der Zorn des Achilles
  - Versuchung des Volkes durch Agamemnon
  - Paris und Menelaos
- Drittes Buch
  - Pandaros
  - Die Schlacht. Diomedes
  - Glaukos und Diomedes
  - Hektor in Troja
  - Hektor und Ajax im Zweikampfe
  - Waffenstillstand
  - Sieg der Trojaner
  - Botschaft der Griechen an Achilles
  - Dolon und Rhesos
  - Zweite Niederlage der Griechen
  - Kampf um die Mauer
  - Kampf um die Schiffe
  - Die Griechen von Poseidon gestärkt
  - Hektor von Apollon gekräftigt
  - Tod des Patroklos
  - Jammer des Achilles
- Viertes Buch
  - Achilles neu bewaffnet
  - Achilles und Agamemnon versöhnt
  - Schlacht der Götter und Menschen
  - Kampf des Achilles mit dem Stromgotte Skamander
  - Schlacht der Götter
  - Achilles und Hektor vor den Toren
  - Der Tod Hektors
  - Leichenfeier des Patroklos
  - Priamus bei Achilles
  - Hektors Leichnam vor Troja
  - Penthesilea
  - Memnon
  - Der Tod des Achilles
  - Leichenspiele des Achilles
- Fünftes Buch
  - Der Tod des großen Ajax
  - Machaon und Podaleirios
  - Neoptolemos
  - Philoktetes auf Lemnos
  - Der Tod des Paris
  - Sturm auf Troja
  - Das hölzerne Pferd
  - Die Zerstörung Trojas
  - Menelaos und Helena. Polyxena
  - Abfahrt von Troja. Ajax des Lokrers Tod

### Dritter Teil (1840): Die letzten Tantaliden. Odysseus. Aeneas
- Erstes Buch: Die letzten Tantaliden
  - Agamemnons Geschlecht und Haus
  - Agamemnons Ende
  - Agamemnon gerächt
  - Orestes und die Eumeniden
  - Iphigenie zu Tauris
- Zweites Buch: Odysseus. Erster Teil
  - Telemach und die Freier
  - Telemach bei Nestor
  - Telemach zu Sparta
  - Verschwörung der Freier
  - Odysseus scheidet von Kalypso und scheitert im Sturm
  - Nausikaa
  - Odysseus bei den Phäaken
  - Odysseus erzählt (Polyphem)
  - Odysseus erzählt weiter (Kirke)
  - Odysseus erzählt weiter (Das Schattenreich)
  - Odysseus erzählt weiter (Kalypso)
  - Odysseus verabschiedet sich von den Phäaken
- Drittes Buch: Odysseus. Zweiter Teil
  - Odysseus kommt nach Ithaka
  - Odysseus bei dem Sauhirten
  - Telemach verlässt Sparta
  - Gespräche beim Sauhirten
  - Telemach kommt heim
  - Odysseus gibt sich dem Sohne zu erkennen
  - Vorgänge in der Stadt und im Palast
  - Telemach, Odysseus und Eumaios kommen in die Stadt
  - Odysseus als Bettler im Saal
  - Odysseus und der Bettler Iros
  - Penelope vor den Freiern
  - Odysseus abermals verhöhnt
  - Odysseus mit Telemach und Penelope allein
  - Die Nacht und der Morgen im Palaste
  - Der Festschmaus
  - Der Wettkampf mit dem Bogen
  - Odysseus entdeckt sich den guten Hirten
  - Die Rache
  - Bestrafung der Mägde
  - Odysseus und Penelope
  - Odysseus und Laertes
  - Aufruhr in der Stadt von Athene gestillt
  - Der Sieg des Odysseus
- Viertes Buch: Aeneas. Erster Teil
  - Aeneas verlässt die trojanische Küste
  - Den Flüchtlingen wird Italien versprochen
  - Sturm und Irrfahrten. Die Harpyien
  - Aeneas an der Küste Italiens. Sizilien und der Zyklopenstrand. Tod des Anchises
  - Aeneas nach Karthago verschlagen
  - Venus von Jupiter mit Rom getröstet. Sie erscheint ihrem Sohne
  - Aeneas in Karthago
  - Dido und Aeneas
  - Didos Liebe betört den Aeneas
  - Aeneas verlässt auf Jupiters Befehl Karthago
- Fünftes Buch: Aeneas. Zweiter Teil
  - Der Tod des Palinurus. Landung in Italien. Latinus. Lavinia
  - Lavinia dem Aeneas zugesagt
  - Juno facht Krieg an. Amata. Turnus. Die Jagd der Trojaner
  - Ausbruch des Krieges. Aeneas sucht bei Euander Hilfe
  - Der Schild des Aeneas
  - Turnus im Lager der Trojaner
  - Nisus und Euryalus
  - Sturm des Turnus abgeschlagen
  - Aeneas kommt ins Lager zurück
  - Aeneas und Turnus kämpfen. Turnus tötet den Pallas
  - Turnus von Juno gerettet. Lausus und Mezentius von Aeneas erschlagen
- Sechstes Buch: Aeneas. Dritter Teil
  - Waffenstillstand
  - Volksversammlung der Latiner
  - Neue Schlacht. Kamilla fällt
  - Unterhandlung. Versuchter Zweikampf. Friedensbruch. Aeneas meuchlerisch verwundet
  - Aeneas geheilt. Neue Schlacht. Sturm auf die Stadt
  - Turnus stellt sich zum Zweikampf und erliegt. Ende

## Illustrationen
Die Ausstattung der schönsten Sagen des klassischen Altertums mit illustrierenden Abbildungen entspricht den ästhetischen Erwartungen und technischen Möglichkeiten ihrer Zeit. In der Erstauflage war jeder der drei Bände mit einem Titelbild ausgestattet (als einfarbige, schlicht konturierte Lithografie): der erste Teil mit einer Umrisszeichnung zu Paolo Veroneses Gemälde Perseus rettet Andromeda (um 1576–1578), der zweite Teil mit Stichen nach Zeichnungen von John Flaxman: Achilles schleift den Leichnam Hektors und Odysseus tötet die Freier. In den folgenden Auflagen wurden die Illustrationen plastischer gestaltet, mit zusätzlichen Schattierungen und Konturierungen. Außerdem kamen weitere Illustrationen hinzu, etwa zur zweiten Auflage ein Stich nach dem Gemälde von Guido Reni: Herkules tötet die lernäische Schlange (1620).
Die Wirkung der verschiedenen Illustrationen kann man am Beispiel des Titelbildes zu Band 1 vergleichen:

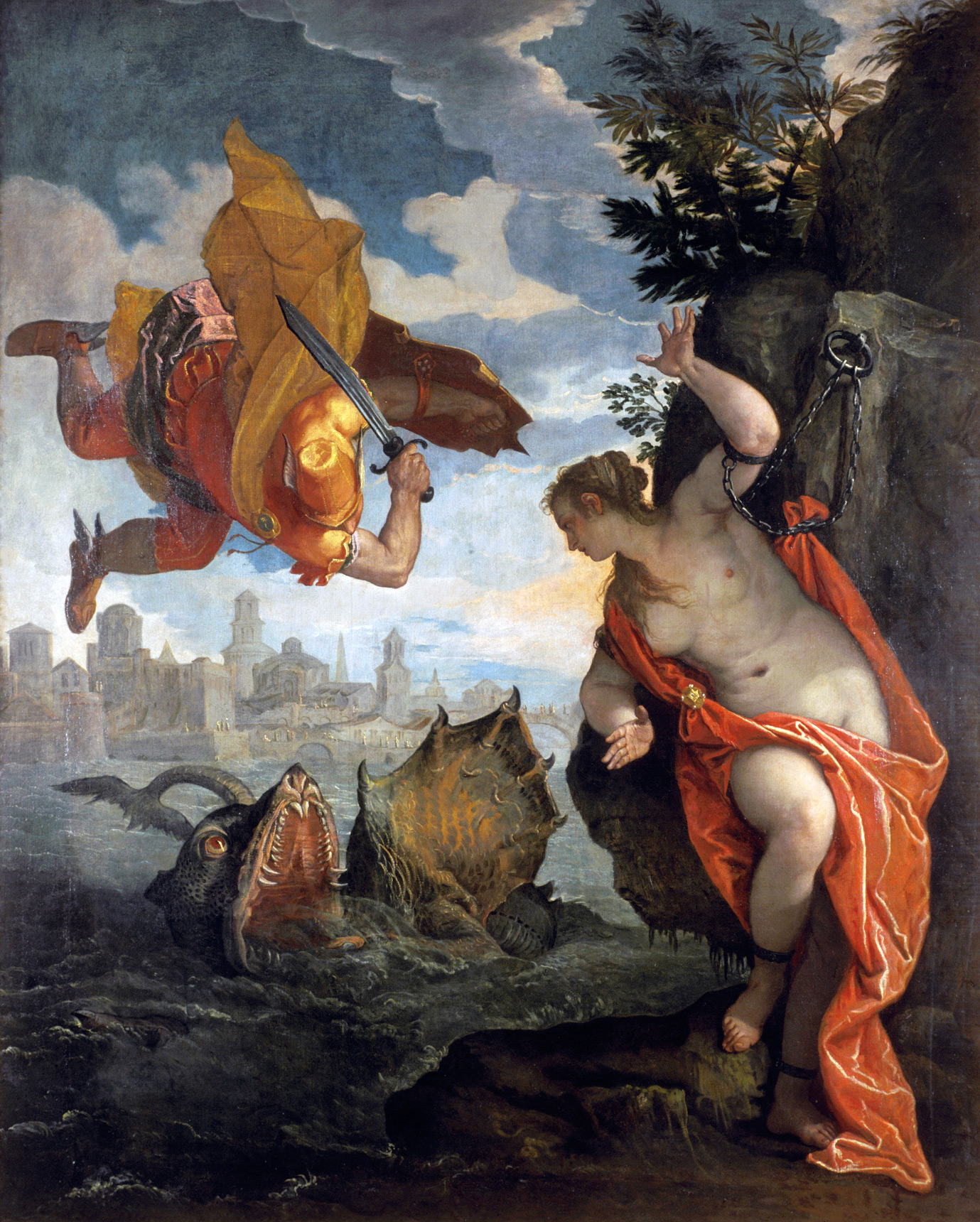
Vorlage der Stiche: Das Gemälde von Paolo Veronese
Erstausgabe (1838): Anonymer Stich ohne Schattierungen
Vierte Auflage (1858): Stich von Andreas Schaufele mit Schattierungen und stärker ausgearbeitetem Hintergrund

Ab den 1880er Jahren kamen die ersten Ausgaben mit eigens angefertigten, farbigen Illustrationen hinzu. Die Bearbeitung von Fritz Werdermann („Bertram Grimm“, 1883) beispielsweise enthielt vier farbige Originallithographien des schlesischen Kunstmalers Oscar Woite:

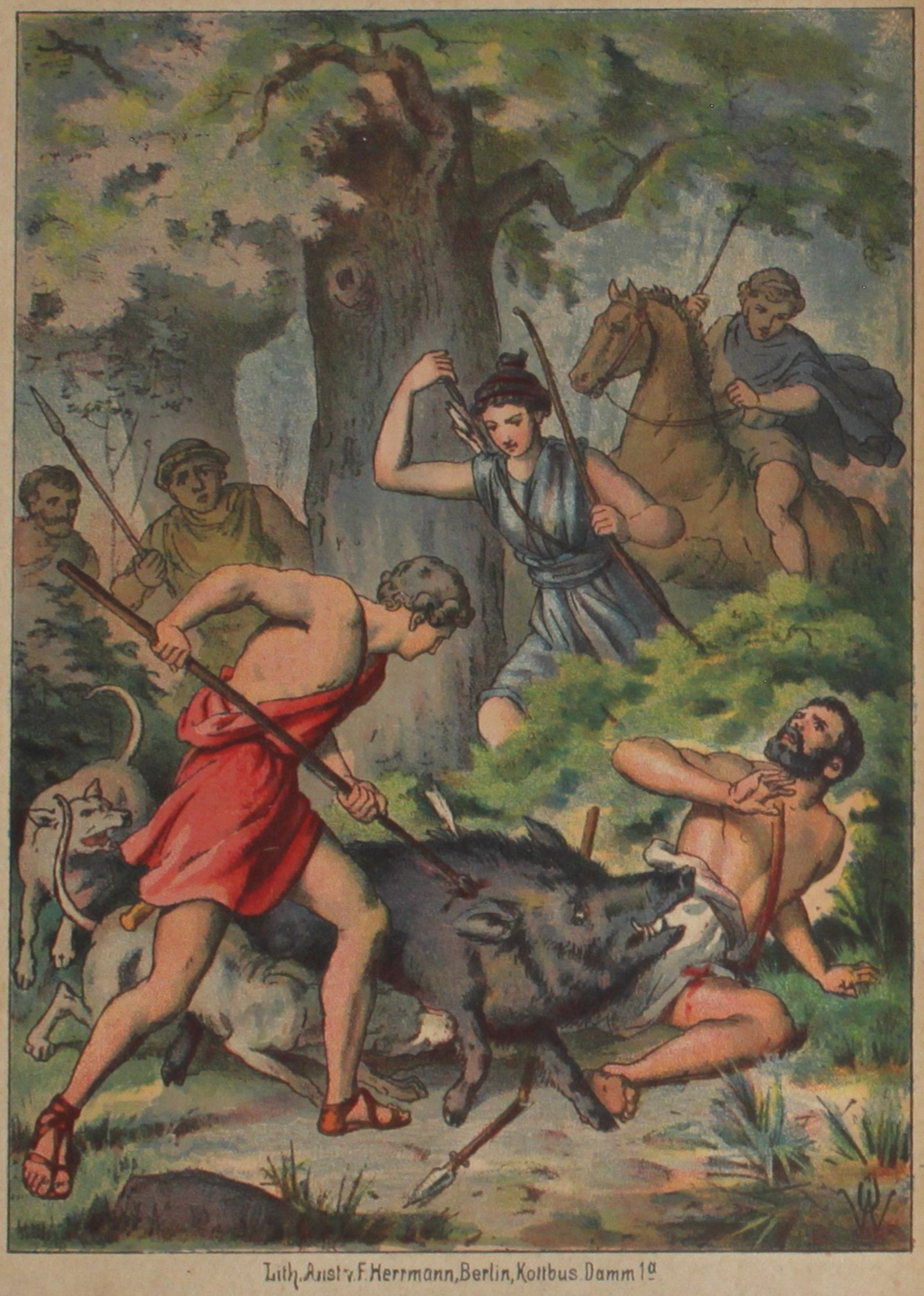
Meleager, Atalante und die Eberjagd
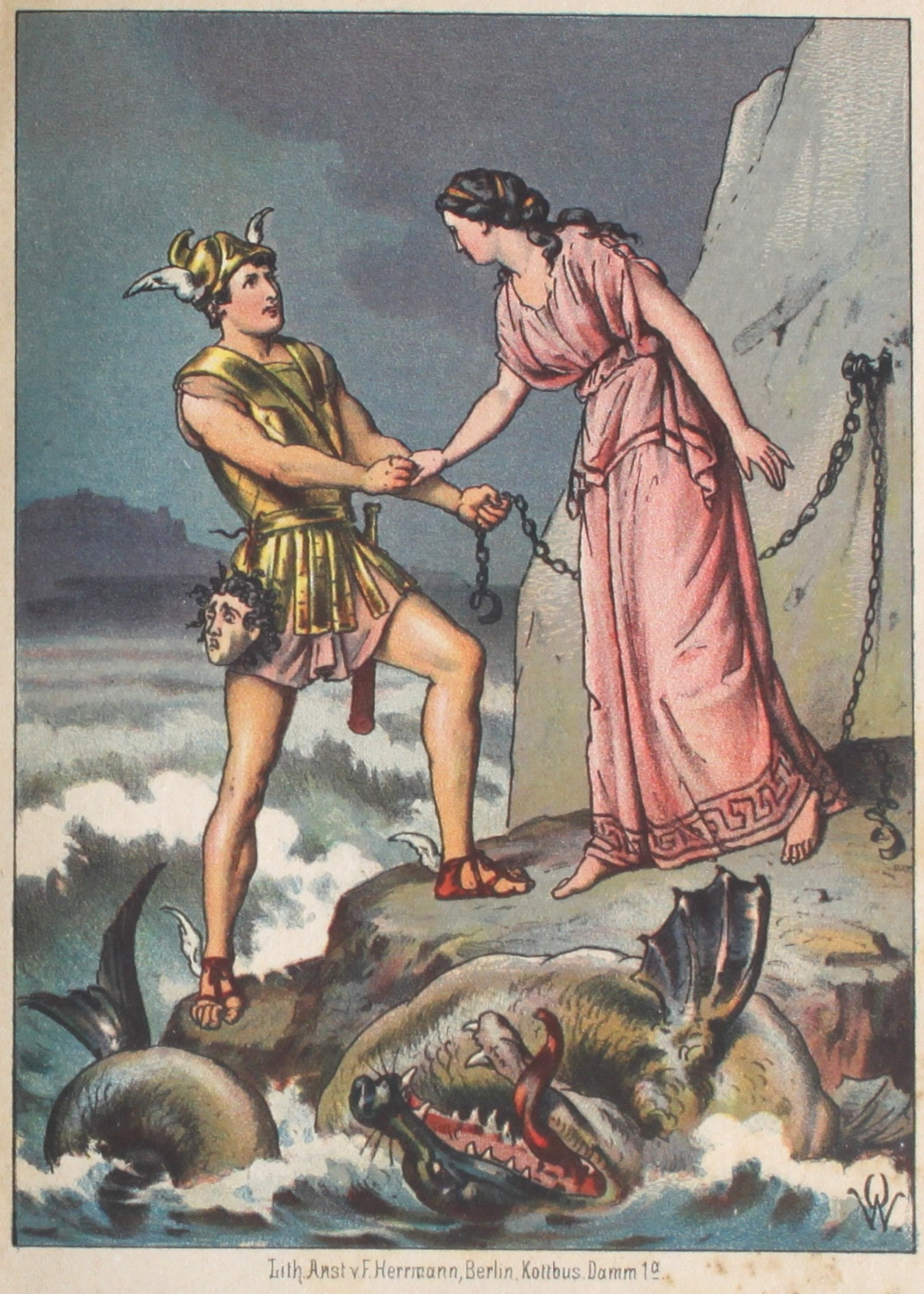
Perseus und Andromeda
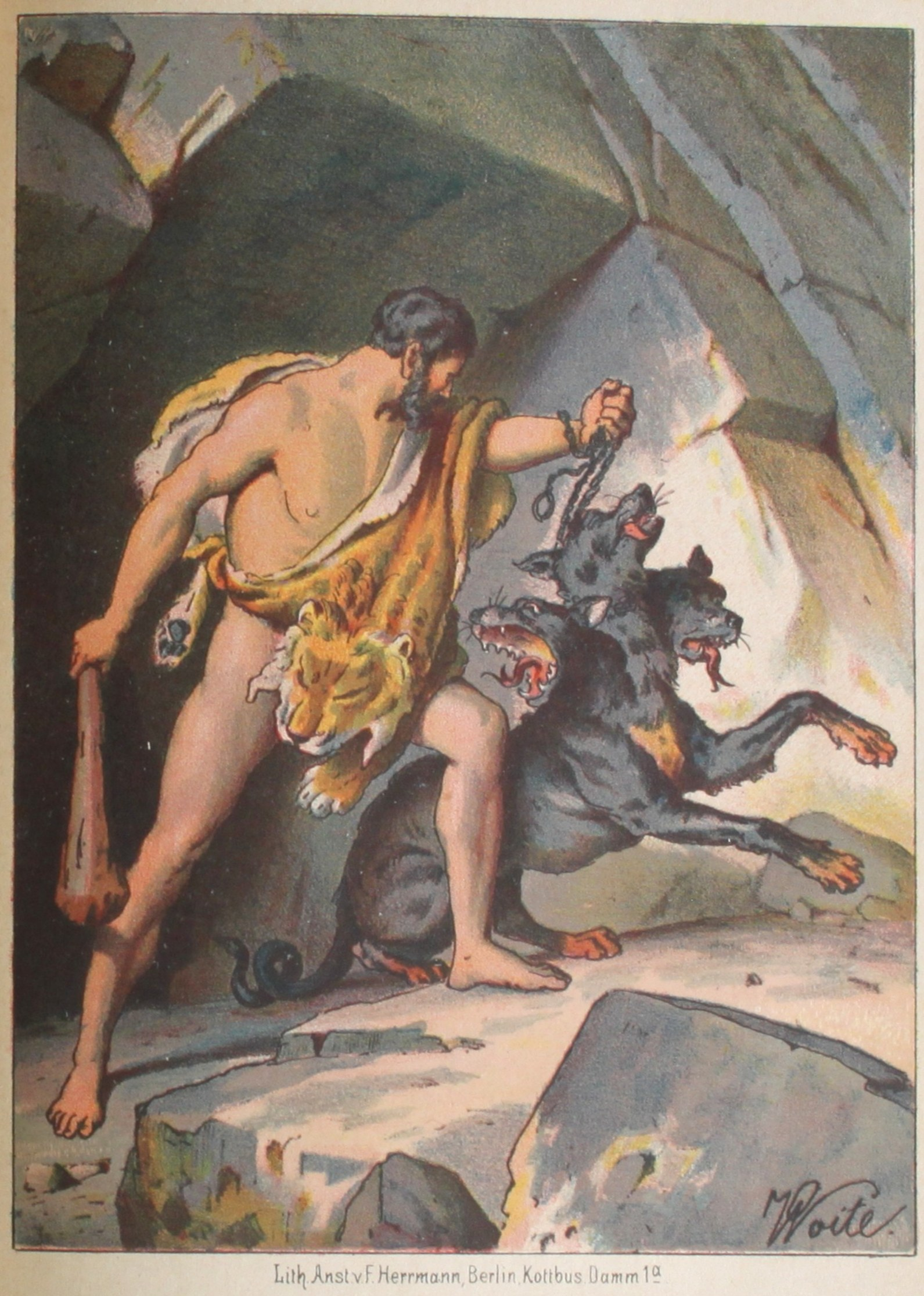
Herakles bändigt den Kerberos
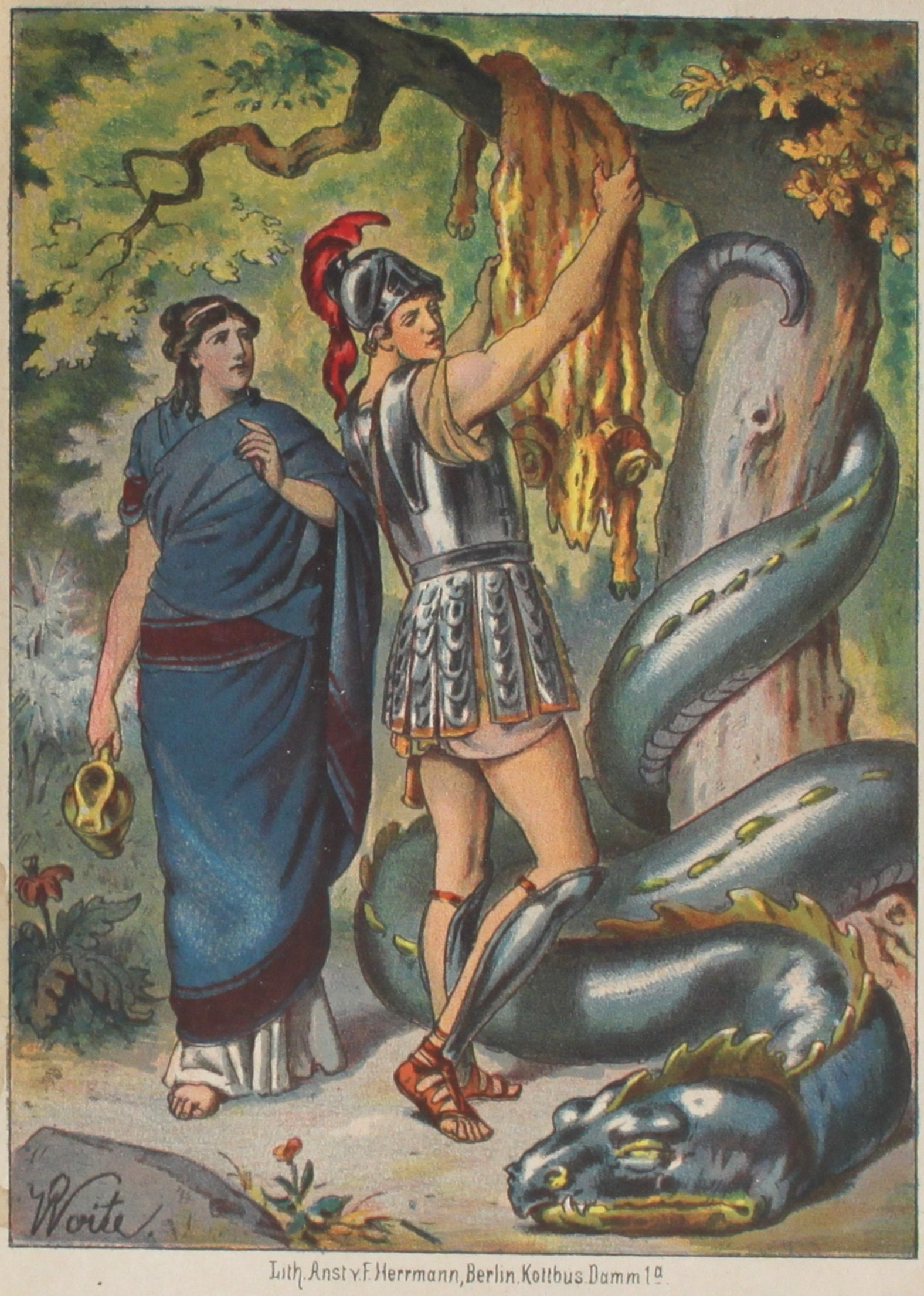
Jason und Medea rauben das Goldene Vlies

Andere Tendenzen zeigen sich in den vollständigen Ausgaben, die kurz vor dem Ersten Weltkrieg erschienen. Die Ausgabe von Ernst Beutler im Insel Verlag (1909) hatte keinerlei Illustrationen. Dafür brachte Beutler als Ergänzung 1910 einen Band mit John Flaxman’s Zeichnungen zu Sagen des klassischen Altertums heraus. Es war die erste vollständige Ausgabe aller Flaxman-Zeichnungen mit antiken Sujets (zu den Werken von Hesiod, Homer und Aischylos). Bei der Wiedergabe der Zeichnungen war Beutler bemüht, sie so originalgetreu wie möglich den Erstpublikationen anzupassen und spätere Zusätze (wie stärkere Konturen und Schattierungen) zu eliminieren.
Einen anderen Weg ging der Basler Verlag Ernst Finckh in seiner vollständigen Ausgabe (1913): Die Ausstattung des Bandes wurde dem kurz zuvor berufenen Archäologieprofessor Ernst Pfuhl übertragen, einem Experten für die antike Kunstarchäologie. Zur Illustration der Mythenerzählungen wählte Pfuhl verschiedene antike Bildwerke aus (Reliefs, Wandgemälde und Vasenbilder), die an passenden Stellen als photographische Reproduktionen eingebettet wurden. Das Titelbild war eine farbige Wiedergabe von Arnold Böcklins Gemälde Odysseus und Polyphem.

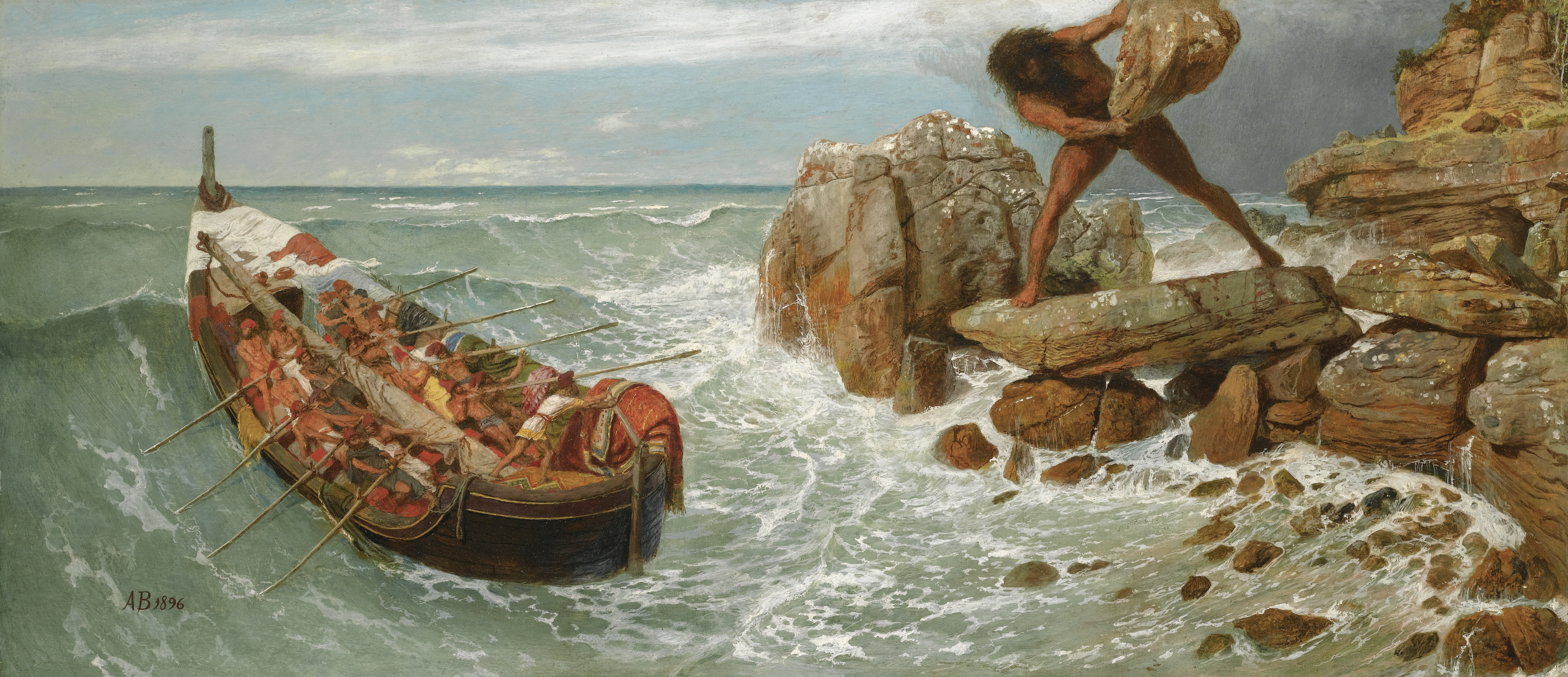
Titelbild: Arnold Böcklin, Odysseus und Polyphem
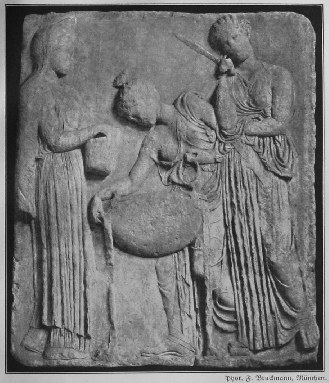
Illustration zu Medea und den Peliaden (Altarrelief)

Mit der Einbeziehung antiker Kunst war die erste Basler Ausgabe nicht nur das Vorbild für die zweite, von Karl Schefold betreute Basler Ausgabe (1948), sondern auch für die englische Übersetzung (1946). Der Philologe Werner Jaeger, der von 1914 bis 1915 als Pfuhls Kollege an der Universität Basel gewirkt hatte, stattete die Ausgabe mit Schwarzweiß-Reproduktionen griechischer Vasenbilder aus.
Ausgaben mit Originalillustrationen erschienen im 20. Jahrhundert ebenfalls. In der Reihe Bunte Jugendbücher (Reutlingen: Enßlin & Laiblin) erschien 1921 eine Teilausgabe mit Herkules Heldentaten mit Farblithographien von Arpad Schmidhammer.
Von besonderem künstlerischen Wert ist eine Teilausgabe der Argonautenfahrt mit Original-Lithographien von Richard Seewald (Berlin: Propyläen-Verlag 1923).
In der Zeit nach dem Zweiten Weltkrieg erschienen Ausgaben, die mit Illustrationen von Willy Widmann, Emil Zbinden und Stefanie Harjes versehen waren.

## Rezeption
Die schönsten Sagen des klassischen Altertums wurden bereits bei ihrem ersten Erscheinen von der literarischen Presse gelobt. Ihr großer buchhändlerischer Erfolg im 19. Jahrhundert entsprach ihrer Beliebtheit. Schwabs Art der Bearbeitung, seine Annäherung an die antiken Quellen machten Schule, und als Heinrich Wilhelm Stoll 1862 eine ähnliche Sammlung antiker Mythen veröffentlichte, gab er zu jedem Kapitel Hinweise auf die zugrundeliegenden antiken Texte. Auch beim Titel seines Buches Die Sagen des classischen Alterthums. Erzählungen aus der alten Welt griff er auf Schwabs Sammlung zurück und kombinierte damit den Titel des Vorgängerwerkes von Karl Friedrich Becker.
Die Bedeutung des Werks als populäre Kinder- und Jugendlektüre wurde noch zu Schwabs Lebzeiten anerkannt, wie nicht nur die nach sechs Jahren erschienene zweite Auflage zeigt, sondern auch die Aufnahme in Schulbibliotheken, die frühe Aufnahme einzelner Kapitel in Lehrbücher (so bereits 1838 in die Sammlung Märchen und Sagen von Heinrich Apel, London: P. Rolandi) und die (anonyme) Übersetzung der gesamten Sammlung ins Schwedische, die in sieben Bänden in den Jahren 1839–1841 erschien (Stockholm: L. J. Hjerta).
Der Erfolg der schönsten Sagen des klassischen Altertums beruhte zu einem großen Teil auf der Präsentation eines umfangreichen Stoffes aus einer Vielzahl unterschiedlichster Quellen, deren Inhalt in ansprechender und einheitlicher Weise getreu wiedergegeben wird. Der Herausgeber Ernst Beutler würdigte Schwabs Leistung mit den Worten: „Erst wenn man die wirre Buntscheckigkeit der Vorlagen erwägt, die Schwab übersetzt hat, erst dann versteht man die wunderbare Geschlossenheit des Vortrags, in dem die Sagen wiedergegeben sind, recht zu würdigen.“ Das Verdienst der Sagen des klassischen Altertums lag in der Aneignung der griechischen Mythologie, die dem humanistischen Bildungsverständnis entsprach und sich aus der Vorstellung von der deutsch-griechischen „Seelenverwandtschaft“ des Philhellenismus speiste.
Von der philologischen Fachwelt wurde Schwabs Nacherzählung kaum zur Kenntnis genommen. Bezeichnend ist das Verdikt von Ulrich von Wilamowitz-Moellendorff, der 1905 in seiner populären Darstellung Die griechische Literatur des Altertums schrieb: „Es ist ein beschämendes Zeichen für die Urteilslosigkeit des Klassizismus, daß Schwab dieses Poem [gemeint sind die Posthomerica des Quintus von Smyrna] seiner Nacherzählung der Sagen zugrunde legen konnte.“ Im Gegensatz zu dieser Einschätzung steht die Hochachtung, die Schriftsteller und Kulturschaffende Schwabs Nacherzählung entgegenbringen. Der Autor Hermann Hesse empfahl Schwabs Sagenbuch wiederholt als beste (deutschsprachige) Einstiegslektüre für die griechische Mythologie. In einer Rezension zu Beutlers Ausgabe schrieb er 1910: „Hier können wir harmlos und unbeirrt von den Händeln und Stänkereien der Philologen im Land der Griechen und Trojer wandeln und vom Zorn Achills wie vom Unglück des Ikarus in gutem Deutsch ohne Noten und Kommentare lesen. Der schwäbische Dichter, dessen Dichtungen wir beiseite gelegt und vergessen haben, erlebt in diesem schönen Sagenbuch, das jeder Lateinschüler besitzen und besser kennen sollte als den großen oder kleinen Plötz, eine ganz unberufne, lärmlose, behagliche Unsterblichkeit, die mancher dem etwas überbeflißnen Dichteronkel gar nicht zugetraut hätte, und die sich doch in aller Stille bewährt.“ Als Hesse 1929 Eine Bibliothek der Weltliteratur zusammenstellte, nannte er im Anschluss an die essenziellen griechischen und lateinischen Autoren Schwabs Sagenbuch als bestes verfügbares Kompendium zur antiken Mythologie. Der Literaturkritiker Walter Benjamin beurteilte zur selben Zeit Schwabs Nacherzählung als bezeichnend für den Abschluss der klassizistischen Literatur, insbesondere der Sagenerzählungen, als Bestandteil des humanistischen Bildungskanons.
Viele Schriftsteller verdankten Schwab ihre erste Begegnung mit der Welt des antiken Mythos. So schrieb Rudolf Borchardt in einem erstmals 1952 veröffentlichten autobiografischen Fragment: „Ich konnte sehr früh lesen und hatte früh zerlesene Bücher. Eine meiner ersten Erinnerungen ist mein Zorn darüber, mein Buch fortlegen zu müssen, um mich mit den Geschwistern vorne vor Gästen zu zeigen; das waren die ‚Sagen des klassischen Altertums‘ vom alten, braven Schwab, meine ganze Welt, meine unerschöpfliche Seligkeit, zugleich die einzige Welt, die ich völlig für mich allein besaß und deren Namen und Begriffe im Munde meiner Umgebung nicht klangen. So sprach ich denn alle Namen falsch aus und habe erst später erfahren, daß es nicht Heléna heißt und nicht Antilóchus.“ In ähnlicher Weise erinnerten sich Ernst Jünger, Elias Canetti, Franz Fühmann und Günter Kunert an ihre Lektüre der Sagen. Georg Klein hebt vor allem die beeindruckende Wirkung von Schwabs drastischen Gewaltdarstellungen hervor, die vom Verfasser (anders als die Erotik) nicht als anstößig empfunden wurden.
Das Interesse der Literaturwissenschaft an Schwabs Sagen des klassischen Altertums erwachte in den 1970er Jahren von Seiten der Kinder- und Jugendliteraturforschung. Eingehende Studien zu Inhalt und Intention der Sammlung verfassten Daniela Evers (2001) und Maria Rutenfranz (2004), die neben der textlichen Qualität und Erzählweise vor allem die Funktion der Nacherzählung im bürgerlichen Bildungskanon untersuchten.

## Übersetzungen
Außerhalb des deutschsprachigen Raums setzte die Verbreitung von Schwabs Sammlung zu unterschiedlichen Zeiten ein. Die 1839–1841 erschienene vollständige schwedische Übersetzung kam über die erste Auflage nicht hinaus. Als Schwab seinen Verleger Liesching nach der Möglichkeit einer englischen und französischen Übersetzung fragte, reagierte dieser abwartend. Zu weiteren Übersetzungen kam es zu Schwabs Lebzeiten nicht.
In den Jahren 1903–1906 erschien eine vollständige niederländische Übersetzung in drei Bänden (von Nellie van Kol, Rotterdam: Maserreuw & Bouten). Kurz darauf erschien 1907 eine russische Teilübersetzung (von N. Swetnickaja, Moskau: I. Knebel), die 1912 und 1916 die zweite und dritte Auflage erlebte. Die russische Dichterin Marina Iwanowna Zwetajewa (1892–1941) benutzte diese Übersetzung für ihr Drama Fedra und trug in ihr Handexemplar das Kompliment ein: „Ein Buch für’s ganze Leben“ (книга на всю жизнь).
Die erste englische Übersetzung entstand auf Initiative deutscher Emigranten in der Zeit des Nationalsozialismus. Der Verleger Kurt Wolff regte sie um 1942 in Zusammenarbeit mit dem 1936 emigrierten Philologen Werner Jaeger an und ließ sie von Olga Marx und Ernst Morwitz ausführen. Die Übersetzung erschien 1946 in Wolffs Pantheon-Verlag in New York unter dem Titel Gods and Heroes. Myths and Epics of Ancient Greece mit einem ausführlichen Vorwort von Jaeger. Die Illustrationen (nach griechischen Vasenbildern) wählte der emigrierte Archäologe Hans Nachod aus. Diese Ausgabe, bei der die Nacherzählung der Aeneis stillschweigend weggelassen wurde, erlebte mehrere Neuauflagen und ist bis heute im Buchhandel erhältlich.
In den 1940er und 1950er Jahren erschienen auch Übertragungen in andere Sprachen. Eine vollständige spanische Übersetzung von José Goñi Urriza erschien 1949 in Buenos Aires (Verlag Santiago Rueda; Taschenbuchausgabe Mexiko: Berbera Editores 2008). Ihr Titel Dioses y héroes. Mitos y épica de la antigua Grecia entspricht dem der englischen Ausgabe. Eine weitere, von der vorgenannten unabhängige spanische Übersetzung veröffentlichte der Übersetzer Francisco Payarols 1952 mit einem Vorwort des Philologen Eduardo Valentí Fiol (Barcelona: Editorial Labor); sie wurde mehrfach nachgedruckt. Ebenfalls 1952 erschien eine 3-bändige vollständige Übertragung ins Serbokroatische aus der Feder des jugoslawischen Philologen und Gymnasiallehrers Stjepan Hosu (Zagreb: Mladost, mehrere Nachdrucke bis 1989). Im Kinderbuchverlag Berlin erschien 1955 die erste vollständige Übersetzung ins Russische in zwei Bänden.
Von 1957 bis 1996 erschienen Auswahl-Übersetzungen ins Finnische (von Arnold Laurell und Werner Anttila, Hämeenlinna: Karisto 1957), Niederländische (von Lydia Belinfante und Sophie Ramondt, Bussum: van Dishoeck 1958; sowie nach der Richard Carstensens Textausgabe von J. K. van den Brink, Utrecht/Antwerpen 1959), Slowakische (von Štefan Koperdan, Bratislava: Mladé Letá 1958) und Litauische (von Antanas Žukas, Vilnius 1961). In Skopje erschienen sowohl eine türkische als auch eine mazedonische Ausgabe (von Fetih Süleymanpaşiç, Nova Makedoniya Yaymevi 1965 beziehungsweise von Radmila Bastik, Naša Kniga 1978). Eine serbische Übersetzung von Jovan Maksimović erschien 1996 (Novi Sad: Serkl).
Übersetzungen des vollständigen Werks erschienen ferner in slowenischer Sprache (von Fran Bradač, Ljubljana: Mladinska Knjiga 1961), auf Japanisch (3 Bände, von Sumi Nobuo, Tokyo: Shiromizu sha 1966; mehrere Nachdrucke), Portugiesisch (3 Bände, von Luís Krausz und Hildegard Herbold, Rio de Janeiro: Paz e Terra 1974; mehrere Nachdrucke), Chinesisch (von Cao Naiyun, Nanjing: Yilin Chubanshe 1995; sowie von Gao Zhongfu, Beijing: Guāngmíng rìbào chūbăn shè 2001) und Italienisch (von Stefano Di Natale, Roma: Newton & Compton 2003).

### Ausgaben
Erstausgabe in 3 Bänden
- Gustav Schwab: Die schönsten Sagen des klassischen Alterthums. Nach seinen Dichtern und Erzählern. 3 Bände, S. G. Liesching, Stuttgart 1838 / 1839 / 1840. Online verfügbar beim Deutschen Textarchiv: Band 1, Band 2, Band 3

Ausgabe letzter Hand
- Gustav Schwab: Die schönsten Sagen des klassischen Alterthums. Nach seinen Dichtern und Erzählern. Zweite, durchgesehene Auflage, 3 Bände, S. G. Liesching, Stuttgart 1846

vollständige Ausgabe in 2 Bänden
- Gustav Schwab: Sagen des klassischen Altertums. Hrsg.: Ernst Beutler. Insel-Verlag, Leipzig 1909 (archive.org).

Bearbeitungen (Auswahl)
- Gustav Schwab (nacherzählt von Richard Carstensen): Griechische Sagen. Die schönsten Sagen des klassischen Altertums. dtv Verlagsgesellschaft, München 1998, ISBN 3-423-70314-8.
- Gustav Schwab (neu erzählt von Josef Guggenmos): Die schönsten Sagen des klassischen Altertums. Ravensburger Buchverlag, Ravensburg 2006, ISBN 3-473-35261-6.
- Gustav Schwab (bearbeitet von Hans Friedrich Blunck und Burkhard Heiland): Die schönsten Sagen des klassischen Altertums. Loewe Verlag, Bindlach 2015, ISBN 978-3-7855-8275-6.

### Hörbücher und Hörspiele
Gekürzte oder bearbeitete Aufnahmen
- Frank Engelhardt, Joachim Kerzel, Michael Schanze: Klassische Sagen für Kinder neu erzählt (Theseus besiegt den Minotauros / Die Irrfahrten des Odysseus / Die Legende von Herkules / Die Schlacht um Troja). Audio Media Verlag, München 2009, 4 CDs, ca. 215 Min., ISBN 978-3-86804-081-4

Ungekürzte Aufnahmen
- Hanns Zischler: Sagen des Klassischen Altertums. Eichborn, Frankfurt am Main 2003–2006, 16 CDs, ca. 21 Stunden, ISBN 3-8218-5426-X
- Jürgen Fritsche: Sagen des klassischen Altertums. BÄNG Entertainment, Butzbach 2014–2016, mp3-Download, ca. 40 Stunden, ISBN 978-3-95597-318-6
- Matthias Ponnier: Sagen des klassischen Altertums. Der Hörverlag, München 2015, 23 CDs, ca. 26 Stunden, ISBN 978-3-8445-1907-5
- Karlheinz Gabor: Sagen des klassischen Altertums. Hierax Medien, Edewecht 2017–2018, 3 mp3-CDs, ISBN 978-3-86352-139-4 (Teil 1), ISBN 978-3-86352-181-3 (Teil 2), ISBN 978-3-86352-182-0 (Teil 3)

### Forschungsliteratur
- Daniela Evers: Die schönsten Sagen des klassischen Altertums. Zur Bedeutung und Funktion der Bearbeitungen antiker mythologischer Erzählungen in der Kinder- und Jugendliteratur des 19. Jahrhunderts (= Mannheimer Studien zur Literatur- und Kulturwissenschaft. Band 25). Röhrig, St. Ingbert 2001, ISBN 3-86110-282-X, S. 111–142.
- Daniela Evers: Eine „Vorschule höherer Bildung“: Gustav Schwabs Werk ‚Die schönsten Sagen des klassischen Altertums‘. In: Stefan Kipf (Hrsg.): Die Antike außerhalb des Hörsaals (= Antike Kultur und Geschichte. Band 4). Lit, Münster u. a. 2003, ISBN 3-8258-6852-4, S. 69–76.
- Jonathan Groß: Antike Mythen im schwäbischen Gewand. Gustav Schwabs Sagen des klassischen Altertums und ihre antiken Quellen (= Rezeption der Antike. Band 6). Vandenhoeck & Ruprecht, Göttingen 2020, ISBN 978-3-946317-43-2.
- Maurice Parussel: Die Text-Bild-Korrelation der Odyssee-Nacherzählung in den Ausgaben von Gustav Schwabs Die schönsten Sagen des klassischen Alterthums im Wandel der Zeit. In: Katrin Dolle, Semjon Aron Dreiling (Hgg.): Space Oddities. Die homerische Irrfahrt in Bildkünsten und Populärkultur 1800–2021 (Europa – USA – Südamerika). Heidelberg 2022, S. 507–524.
- Marek Hałub: Das literarische Werk Gustav Schwabs (= Germanica Wratislaviensia. Band 101). Wrocław 1993, ISBN 83-229-0845-8.
- Maria Rutenfranz: Götter, Helden, Menschen. Rezeption und Adaption antiker Mythologie in der deutschen Kinder- und Jugendliteratur (= Kinder- und Jugendkultur, -literatur und -medien. Band 26). Lang, Frankfurt am Main 2004, ISBN 3-631-50860-3.